# Кумахта
Кумахта́ (рос. Кумахта) — село у складі Каримського району Забайкальського краю, Росія. Входить до складу Тиргетуйського сільського поселення.

## Населення
Населення — 106 осіб (2010; 116 у 2002).
Національний склад (станом на 2002 рік):
- росіяни — 97 %